# Ophiuche invenustalis
Ophiuche invenustalis là một loài bướm đêm trong họ Erebidae.